# Classe Uniform
I sottomarini appartenenti alla classe Uniform (Progetto 1910 Kashalot secondo la classificazione russa) sono battelli a propulsione nucleare progettati per svolgere operazioni di spionaggio subacqueo e di raccolta informazioni. Ne sono stati costruiti tre esemplari.

## Tecnica
Gli Uniform sono mezzi piuttosto veloci per le loro dimensioni. Il loro scafo in titanio rende possibile il loro impiego operativo a 1.000 metri (e forse anche oltre) di profondità.
Questi piccoli battelli, dotati di propulsori laterali, sono stati i primi sottomarini russi a propulsione nucleare a scafo singolo.
Si tratta dei primi mezzi di questo tipo costruiti in Unione Sovietica, e sono probabilmente meno sofisticati degli altri sottomarini russi per operazioni speciali.
Infatti, sono decisamente più grandi della classe X-Ray e dei classe Paltus (il dislocamento degli Uniform è, rispettivamente, il triplo ed il doppio dei mezzi suddetti). La profondità operativa è praticamente la stessa (almeno secondo le informazioni disponibili).
Inoltre, dovrebbero essere meno versatili, visto che non risultano dotati di braccia meccaniche e non possono dunque svolgere operazioni di manipolazione.
La velocità invece è la stessa dei Paltus e superiore all'X-Ray (18 nodi)

## Il Servizio
Sono stati costruiti in tre esemplari nei cantieri navali di San Pietroburgo, e sono entrati in servizio tra il 1983 ed il 1995, inquadrati presso la 49ª Brigata Sottomarini a Gadzhievo, nella Flotta del Nord.
- AS-15: varato nel 1982 ed entrato in servizio nel 1983.
- AS-16: varato nel 1988 ed entrato in servizio nel 1989.
- AS-17: varato nel 1993 ed entrato in servizio nel 1995. Potrebbe chiamarsi anche AS-19.

Nel 2008, il Centro Internazionale degli Studi Strategici riportava che il numero di sottomarini nucleari da appoggio (hull classification symbol in Occidente: SSAN) ancora in servizio con la marina russa sarebbe di tre, e che gli altri esemplari sarebbero in riserva. Stando al sito globalsecurity.org, gli Uniform sarebbero tra i battelli posti in riserva.